# Корита (дем Кавала)
 Тази статия е за селото в Гърция.  За селото в България вижте Коритата.  
Корита или Курита (на гръцки: Κορυφές, Корифес, катаревуса: Κορυφαί, Корифе, до 1926 година Κουρίτα, Курита) е село в Гърция, в дем Кавала, област Източна Македония и Тракия.

## География
Селото е разположено на 760 m на 20 километра северно от Кавала, в планината Урвил (Леканис Ори).

## История

### В Османска империя
Съгласно статистиката на Васил Кънчов („Македония. Етнография и статистика“) към 1900 година Корита е българо-мохамеданско селище. В него живеят 540 българи-мохамедани. Според гръцката статистика, през 1913 година в Корита (Κουρίτα) живеят 633 души.

### В Гърция
В 1913 година селото попада в Гърция след Междусъюзническата война. През 20-те години мюсюлманското му население се изселва по споразумението за обмен на население между Гърция и Турция след Лозанския мир и на негово място са заселени гърци бежанци, които в 1928 година са 64 гръцки семейства с 249 души - бежанци от Турция. През 1926 година името на селото е сменено от Курита (Κουρίτα) на Корифес (Κορυφές). Българска статистика от 1941 година показва 213 жители.
Основно производство е тютюнът, като се произвеждат и други земеделски култури, а е развито и скотовъдството.
| Име      | Име      | Ново име | Ново име | Описание                            |
| -------- | -------- | -------- | -------- | ----------------------------------- |
| Кьоселер | Κιοσελὲρ | Спано    | Σπανό    | връх в Урвил (729 m), Ю от Корита   |
| Корита   | Καρίτα   | Корфи    | Κορφή    | връх в Урвил (921 m), ЮЗ над Корита |

| Година    | 1913 | 1920 | 1928 | 1940 | 1951 | 1961 | 1971 | 1981 | 1991 | 2001 | 2011 | 2021 |
| --------- | ---- | ---- | ---- | ---- | ---- | ---- | ---- | ---- | ---- | ---- | ---- | ---- |
| Население | 633  | 529  | 197  | 239  | 208  | 174  | 99   | 52   | 111  | 76   | 38   | 32   |